# Prime (Einheit)
Prime war ein zu den kleinen Getreide- und Weinmassen zählendes Volumenmass im Kanton Luzern in der Schweiz.
Allgemein galt in Luzern 
- 1 Ohm = 30 Maß = 120 Schoppen = 1200 Prime
- 16 Primen = 1 Immi
- 160 Primen = 1 Viertel
- 640 Primen = 1 Mütt
- 2560 Primen = 1 Malter
- 1 Prime = 11 Pariser Kubikzoll = 1/5 Litre

in Sursee war das Mass
- 1 Prime = 7 Pariser Kubikzoll = 1/7 Litre

und in Willisau
- 1 Prime =  8 6/13 Pariser Kubikzoll = 1/6 Litre

In Preußen und Braunschweig waren
- 800 Primen/Peinen = 1 Lachter[1]